# Římskokatolická farnost Číbuz
Římskokatolická farnost Číbuz je územním společenstvím římských katolíků v rámci královéhradeckého vikariátu královéhradecké diecéze.

## O farnosti

### Historie
Kostel v Číbuzi je poprvé písemně doložen v listině papeže Bonifáce VIII. ze 3. června 1296. V roce 1700 v důsledku požáru místní farnost přechodně zanikla. Číbuz byla tehdy přifařena k Holohlavům. K obnově samostatné číbuzské farnosti došlo až v roce 1786.

### Současnost
Farnost Číbuz byla do roku 2022 spravována excurrendo z děkanství Černilov, od té doby je spravovaná z Holohlav.
| Kostel                       | Místo  | Bohoslužba             | Bohoslužba             | Poznámka     |
| ---------------------------- | ------ | ---------------------- | ---------------------- | ------------ |
| Kostel svatého Václava       | Číbuz  | neděle 10:30           | neděle 10:30           | farní kostel |
| Kaple Navštívení Panny Marie | Smržov | neslouží se pravidelně | neslouží se pravidelně | poutní kaple |